# 鴨脷洲（利樂街）巴士總站
鴨脷洲（利樂街）巴士總站（英語：Ap Lei Chau (Lee Lok Street) Bus Terminus）位於香港南區鴨脷洲工業區中，現只有3條路線以此為總站。此總站是九巴最南端的巴士總站。

## 歷史
- 1997年8月29日，過海隧道巴士671線投入服務並以此為總站。
- 2016年4月25日，城巴A10線依南區巴士路線計劃中之建議延長至本站。
- 2020年9月28日，過海隧道巴士671X線投入服務

## 海怡半島總站的副產品
因觀塘市中心從來沒有來往港島南區的直接公共交通服務（除107線，但服務範圍遠離觀塘市中心，即觀塘道、觀塘站一帶），所以向運輸署申請開辦一條來往鴨脷洲經東區海底隧道至東九龍的過海隧巴士路線，之後獲得批准。城巴原本計劃671的總站設於海怡半島巴士總站，但由於該總站已告坑位爆滿，沒有可供巴士線作總站的坑位，才決定將設於遠離鴨脷洲住宅區的鴨脷洲工業區的利樂街，成為現時該工業區每天提供服務的公共交通路線之一。
由於途經東區海底隧道的關係，本線來回程需途經北角及銅鑼灣，路線比較迂迴，因此本線的主要客源是鴨脷洲、黃竹坑來往觀塘，以及銅鑼灣及北角來往觀塘道及鑽石山的市民，角色是輔助116、601、619等過海巴士線，以及於北角輔助城巴99線，甚少乘客坐足全程。
由於路線頗長，而且班次並不頻密，平日除繁忙時間外，客量只屬一般，乘客也難以預算候車時間，因為平日平均班次為16-27分鐘一班，無法像「廿分鐘一班／半小時一班」那樣容易預算，經常被乘客投訴班次失準。每逢假日，本線有不少來往東九龍及銅鑼灣心臟地帶購物的市民，因此假日的乘客量比平日為多。

## 鴨脷洲邨總站的副產品
城巴A10原本的總站設於鴨脷洲邨巴士總站，但為了騰出該總站的坑位，才決定延長至遠離鴨脷洲住宅區的鴨脷洲工業區的利樂街，成為現時該工業區每天提供服務的公共交通路線之一。

## 路線資料

### 過海隧道巴士671、671X線
- 671:鴨脷洲（利樂街） ↔ 鑽石山站

1997年8月29日投入服務，以配合荷里活廣場開幕，可是鑽石山站公共運輸交匯處尚未啟用，所以以鳳德道龍蟠苑停車場對出作臨時的巴士總站；於同年11月2日鑽石山地鐵站巴士總站啟用後遷往該總站，因銅鑼灣怡和街一帶經常出現交通擠塞，所以於1999年12月20日，往鴨脷洲方向改經清風街天橋、告士打道、堅拿道天橋，然後直入香港仔隧道，而不經高士威道、怡和街及堅拿道巴士專線，以減少班次延誤及縮減行車時間。
- 671X:鴨脷洲（利樂街） → 鑽石山站

2020年9月28日投入服務，此線起訖點與671相同，但離開香港仔隧道後改經東區走廊，而不經銅鑼灣及北角，只於平日上午繁忙時間提供服務。

### 城巴A10線
- 鴨脷洲（利樂街） ↔ 機場

本線於2006年3月26日開始服務，本線於2016年4月25日延長至此站，途經海怡半島、利東邨、香港仔、田灣、華富邨、置富花園、薄扶林、摩星嶺道、堅尼地城、石塘咀、西區海底隧道、西九龍公路、昂船洲大橋、青嶼幹線、一號客運大樓及港珠澳大橋香港口岸。

### 城巴NA10線
- 鴨脷洲（利樂街） ↔ 港珠澳大橋香港口岸（經機場客運大樓）

於2017年6月29日投入服務，途經海怡半島、利東邨、香港仔、田灣、華富邨、置富花園、薄扶林、摩星嶺道、堅尼地城、石塘咀、西區海底隧道、西九龍公路、昂船洲大橋、青嶼幹線及香港國際機場一號客運大樓，只於深宵時段提供服務。

## 利用狀況
由於附近只有鴨脷洲工業區（Ap Lei Chau Industrial Area），所以客量一直偏低。